# Involution (matematik)

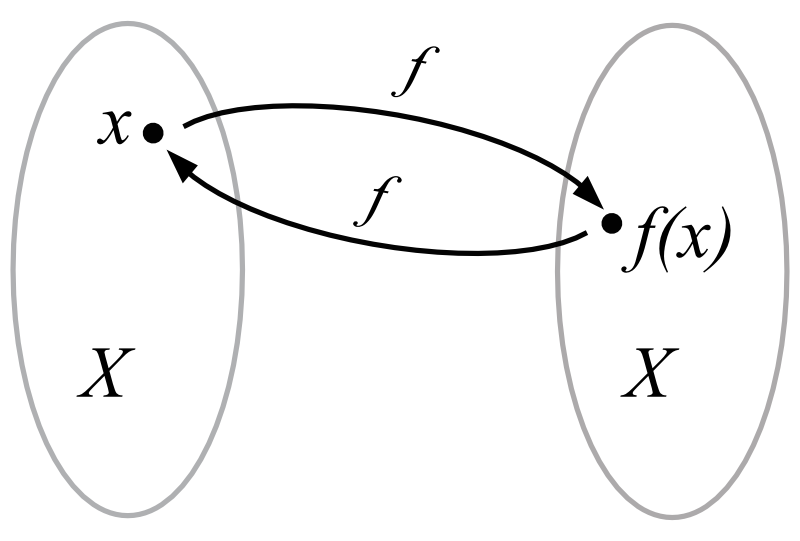
En involution är en funktion f(x), som tillämpad på sig själv, f(f(x)), avbildar på det ursprungliga elementet

Inom matematiken är en involution eller självinvers funktion, en bijektiv funktion som är sin egen invers: 
{\displaystyle f(f(x))=x},
eller alternativt
{\displaystyle f^{-1}=f}.

## Exempel

### Reella tal
Involutioner är, utöver den identiska avbildningen f(x) = x, avbildningarna  
{\displaystyle \mathbb {R} \to \mathbb {R} ,\quad x\mapsto -x}
och
{\displaystyle \mathbb {R} \to \mathbb {R} \quad x\mapsto {\frac {1}{x}}}
eftersom
{\displaystyle -(-x)=x} för alla {\displaystyle x\in \mathbb {R} }
och
{\displaystyle {\frac {1}{1/x}}=x} för alla {\displaystyle x\neq 0}.

### Komplexa tal
Komplexkonjugering av ett tal är en involution:
{\displaystyle z=a+b\mathrm {i} } där {\displaystyle a,b\in \mathbb {R} } avbildas vid komplexkojugering på talet:
{\displaystyle {\bar {z}}=z^{*}=a-b\mathrm {i} .}
Vid ytterligare en komplexkonjugering fås
{\displaystyle {\overline {\overline {z}}}=z^{**}=a+b\mathrm {i} =z}

## Involutioner i gruppteori
Ett element a i en grupp G kallas en involution om a2 = e, där e är gruppens neutrala element. Om alla a, som tillhör G är involutioner, så är gruppen abelsk. En grupp vars alla element är involutioner är Kleins fyrgrupp.
Om G är en abelsk grupp, så är avbildningen
{\displaystyle g\mapsto g^{-1}}
en involution och en gruppautomorfi. Om G inte är abelsk, så är denna avbildning en involution, men inte en gruppautomorfi.
Generellt är varje inre automorfi på en grupp G en involution.

## Linjär algebra
En matris A kallas involutiv om A2 = I, där I är enhetsmatrisen. En involutiv matris kan i det två- och tredimensionella rummet konkret tolkas som en spegling av rummets punkter i en linje respektive i ett plan. Det finns ett enkelt samband mellan involutiva och idempotenta avbildningsmatriser. Om B är idempotent, så är A = 2B - I involutiv. B kan tolkas som en projektion.
Exempel:
I det tvådimensionella rummet är 
{\displaystyle \ B={\begin{pmatrix}1&0\\0&0\end{pmatrix}}} en projektion på x-axeln och
{\displaystyle \ A=2\cdot {\begin{pmatrix}1&0\\0&0\end{pmatrix}}-{\begin{pmatrix}1&0\\0&1\end{pmatrix}}={\begin{pmatrix}1&0\\0&-1\end{pmatrix}}} en spegling av rummets punkter i samma axel.
Andra involutiva matriser är Paulis spinnmatriser.